# Journal de Murasaki Shikibu

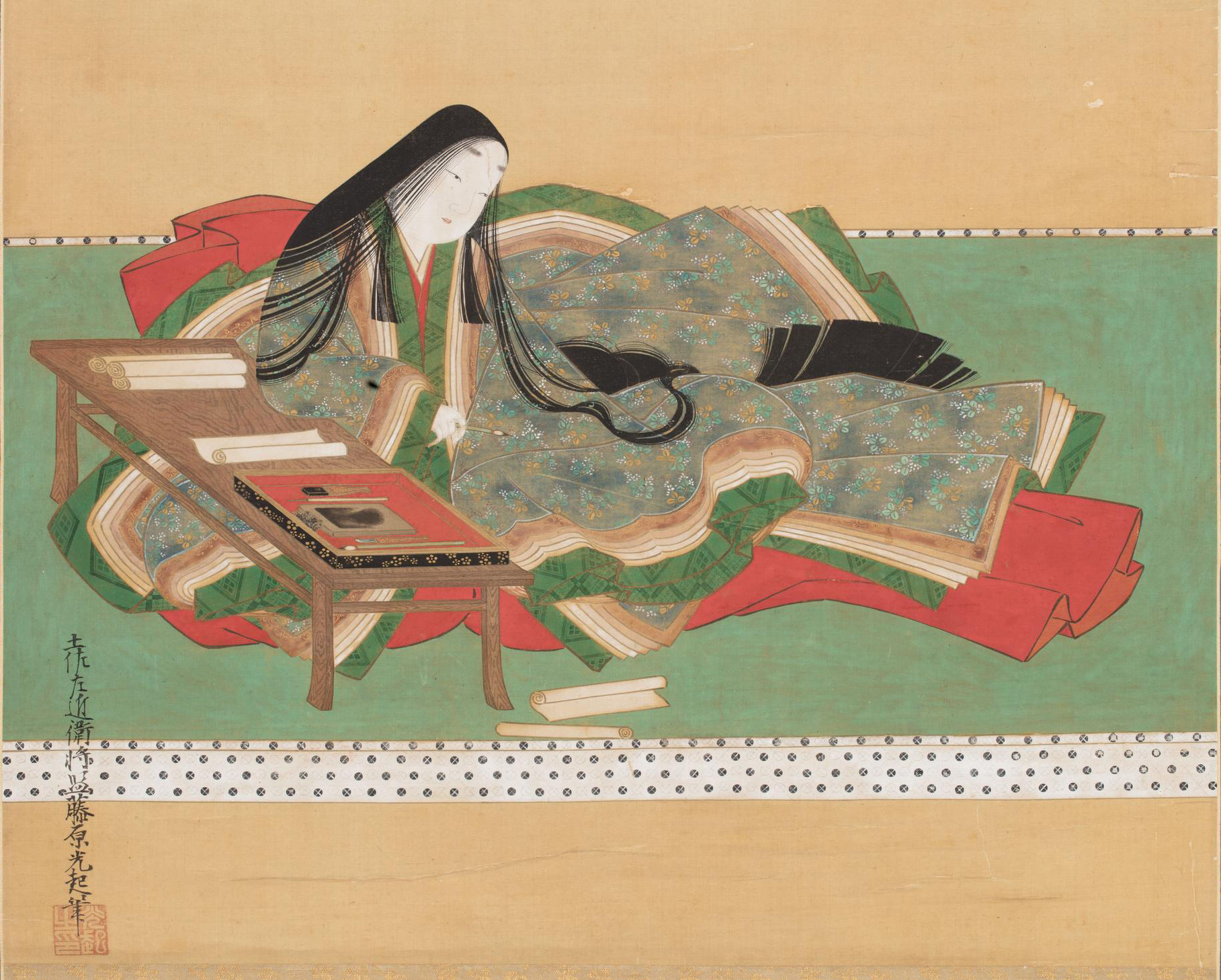
Murasaki Shikibu écrivant, par Tosa Mitsuoki, détail de ses illustrations du Dit du Genji (XVIIe siècle) dans un style proche du yamato-e ancien.

Le Journal de Murasaki Shikibu (紫式部日記, Murasaki Shikibu nikki) ou Journal de dame Murasaki est un recueil d’anecdotes sur la vie à la cour de Heian écrit par Murasaki Shikibu, dame de compagnie et auteur du célèbre Dit du Genji (源氏物語, Genji monogatari), probablement entre 1008 et 1010. La plus grande partie de l’œuvre s’attache à décrire les cérémonies pour la naissance du premier fils de l’impératrice Shōshi, le reste décrivant les relations de Murasaki avec les autres dames de compagnie et ses réflexions plus personnelles sur la vie au palais, la fuite du temps et les relations humaines. Sa structure particulière peut laisser à penser qu'une importante partie du journal a été perdue.
Un emaki du XIIIe siècle, nommé Murasaki Shikibu nikki emaki (lit. Rouleaux enluminés du journal de Murasaki Shikibu), illustre le journal dans le style classique du yamato-e.

## Contexte

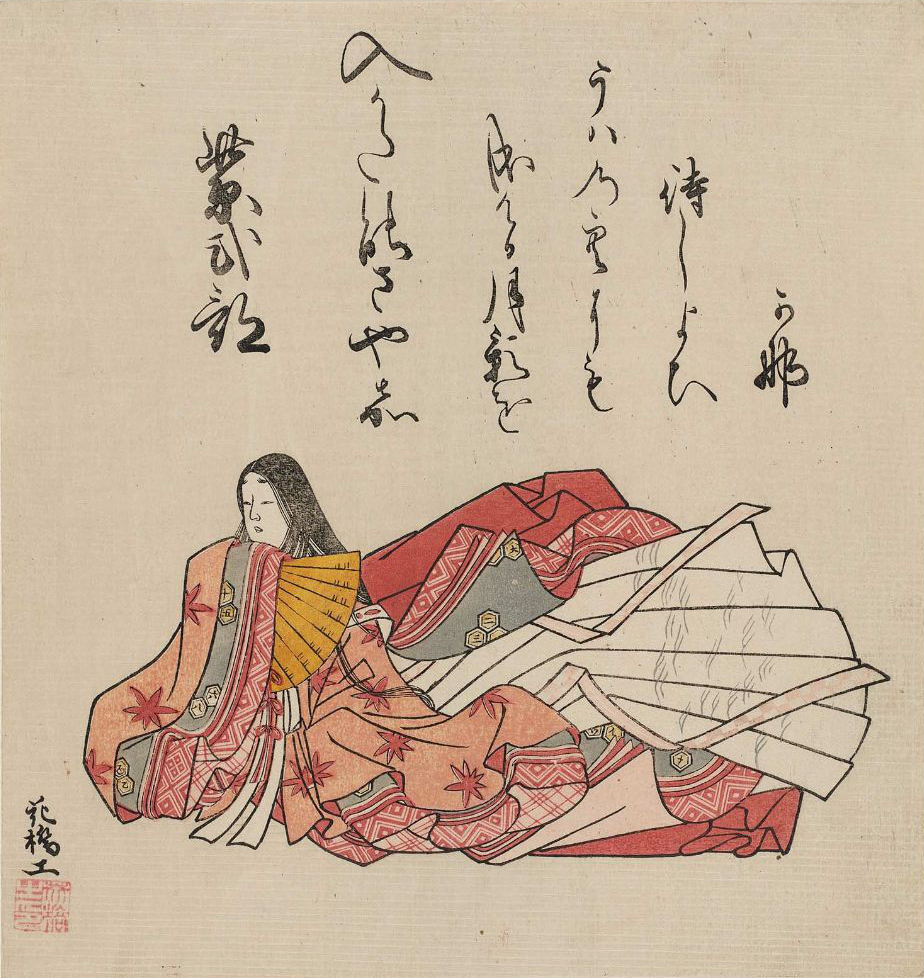
Murasaki Shikibu sur une estampe nishiki-e de 1765 par Komatsuken.

Au IXe siècle, une nouvelle forme d’écriture japonaise, les kana, se popularise et permet le développement d’une littérature en langue vernaculaire en vogue à la cour, surtout parmi les femmes, car les hommes étudiaient principalement les kanjis chinois. Des genres tels que le roman (monogatari) ou le journal intime (nikki) gagnent ainsi en popularité,. La culture de Heian et la vie au palais connaît son âge d’or au XIe siècle, en particulier à travers les lettres, et les dames de compagnie de la cour impériale tenaient communément un journal.
Rédigé probablement entre 1008 et 1010, les fragments restants du Journal de Murasaki Shikibu apportent un éclairage crucial sur Murasaki Shikibu, compte tenu du manque de sources la concernant par ailleurs. La plupart des détails de sa vie y figurent, ainsi que dans son recueil de poèmes compilé en 1014.
Murasaki Shikibu devient donc dame de compagnie à la cour en 1006. Si son vrai nom reste un mystère, elle appartient à une branche secondaire des Fujiwara. Son père, un érudit de littérature chinoise, enseigne à ses enfants la langue et la culture classique de Chine. Murasaki suit d’abord son père lorsqu’il devient gouverneur de la province d'Echizen, puis elle rentre à Kyōto (alors Heian-kyō) quelques années plus tard pour se marier, bien que son époux décède peu après en 998 ou 1000 ; elle a de lui une fille. Puis, à la demande de Fujiwara no Michinaga, elle entre à la cour comme dame de compagnie de l’impératrice Shōshi. La plus grande partie de son journal a été écrit durant cette période ; en effet, s’il contient divers éléments autobiographiques, la plus grande partie est réservée aux descriptions des cérémonies et de la vie au palais.

## Le journal

### Présentation
Helen McCullough explique que le genre littéraire du nikki bungaku (lit. « journal intime ») se rapproche en fait plus de mémoires autobiographiques que du journal intime. Murasaki fournit diverses informations au lecteur : anecdotes sur elle-même ou les autres dames, descriptions des grandes cérémonies, parfois émaillées de poèmes waka. Ainsi, dans les journaux intimes de l’époque de Heian, l’auteur trie et retravaille les éléments qu’il décrit. Le temps est traité de façon similaire : plutôt que découpé chronologiquement (généralement par jour), le nikki peut présenter de longues entrées pour de brefs événements et en ignorer bien d’autres. Ce genre littéraire se caractérise donc par une narration à la troisième personne, non centrée sur l’auteur et incluant parfois des éléments fictifs ou historiques.
Le journal de Murasaki Shikibu peut être divisé en trois parties : la première et la plus vaste s’attache à décrire les cérémonies liées à la naissance du fils aîné de Shōshi (impératrice et fille de Fujiwara no Michinaga), la seconde présente plusieurs lettres dans lesquelles Murasaki décrit et analyse les personnes et les dames de la cour, enfin la dernière est une compilation de courtes anecdotes. Cependant, peu d’informations sont données sur la jeunesse de l’auteur, avant son entrée à la cour. Elle confie toutefois avoir étudié le chinois avec son frère Nobunori :

« Quand mon frère Nobunori [...] était enfant, mon père avait grand souci d'en faire un bon érudit du chinois comme lui, et venait souvent l’écouter lire ses leçons. En ces occasions, j’étais toujours présente, et comprenait si rapidement cette langue que j’étais bientôt capable de corriger les erreurs de mon frère. Alors, mon père prit l’habitude de soupirer en disant : « Si seulement tu étais un garçon, comme je serais fier et heureux. » Mais [...] la plupart des gens me disaient que même les garçons devenaient généralement impopulaires si l’on apprenait leur penchant pour ces livres. Alors pour une fille, cela aurait été pire encore, et je pris garde de dissimuler que j’étais capable d’écrire ne serait-ce qu’un caractère chinois. »

— Murasaki Shikibu
Le journal décrit la vie au palais du point de vue de Murasaki, comme les kimonos des femmes ou la beauté des vêtements et de la présentation des plats lors des banquets à la cour. Elle semble particulièrement sensible à la nature, écrivant sur sa beauté ou le changement des saisons et du temps. D’un autre côté, elle expose aussi la vulgarité qu'elle pouvait constater, tels des hommes saouls devenant mauvais et courtisant les dames de compagnie. Elle confie enfin sa tristesse et sa solitude, ainsi que le peu d’amies qu’elle avait. Le journal contient aussi des anecdotes sur les scandales de la cour, par exemple les femmes chassées du palais à cause de leur comportement ou de leur âge, l’ivresse lors de fêtes ou encore sa propre peur de vieillir. Finalement, pour Murasaki, les femmes de la cour manquent de volonté, d’éducation et d’expérience avec les hommes.

### Portraits de Fujiwara no Michinaga et de Shōshi

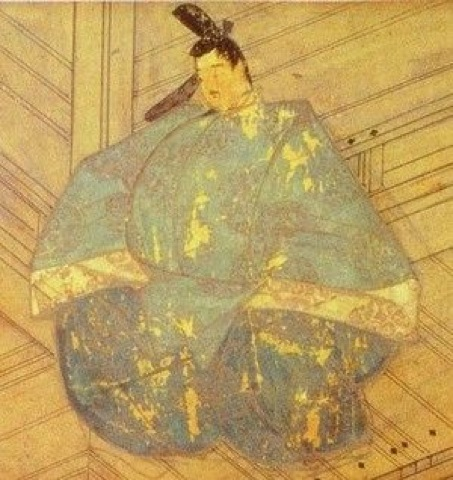
Fujiwara no Michinaga, détail du Murasaki Shikibu nikki emaki (XIIIe siècle).

Murasaki Shikibu décrit Fujiwara no Michinaga de façon peu flatteuse, en particulier les sections où il prend en charge les premiers jours du prince Atsuhira, éclipsant l’empereur Ichijō lui-même et les prêtres. Il s’occupe ainsi des cérémonies et, après cela, rend visite à l’enfant deux fois par jour. Toutefois, tous ces faits sont longuement relatés sur la moitié du journal, si bien que plusieurs spécialistes y voient plutôt un hommage à Michinaga. Divers passages décrivent à ce sujet les lieux de l’accouchement (chez Michinaga), les vêtements et les tapisseries blanches, ainsi que le rituel consistant à couper une mèche de cheveux de la mère. Michinaga est autorisé à visiter sa fille et son petit-fils seize jours après, date à laquelle une cérémonie de purification est organisée. Murasaki décrit avec force détails les vêtements portés pour l’occasion, par exemple : « Saemon no Naishi portait l’épée. Elle avait revêtu un manteau uni jaune-vert, une traîne plus foncée à l’ourlet, et un obi et des ceintures brodées de soie orange et blanche en damier. »

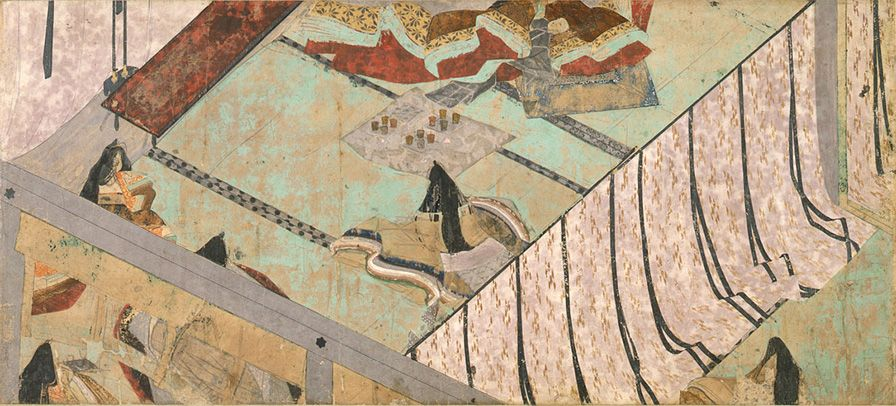
L'impératrice Shōshi et son enfant, entourés des dames de compagnie au palais. Détail du Murasaki Shikibu nikki emaki (XIIIe siècle).

Dans sa traduction anglaise de 1982, Richard Bowring avance que le conflit entre Murasaki et la mère de Shōshi (première femme de Michinaga) émane probablement des avances flagrantes faites par son mari à l’auteur. Michinaga était très probablement l’homme le plus influent à la cour, et donc parmi la société de Shōshi et de sa mère Rinshi ; Murasaki décrit ainsi une scène où Michinaga embarrasse grandement sa fille et sa femme par ses pitreries, étant ivre, sans qu’elles ne puissent intervenir. D’après Keene, la vie au palais de Heian telle que présentée par Murasaki apparaît comme l’antithèse de la cour qu’elle esquisse dans son roman du Dit du Genji, où la supériorité morale du prince Genji contraste fortement avec la grossièreté de Michinaga.

### Dames de compagnie

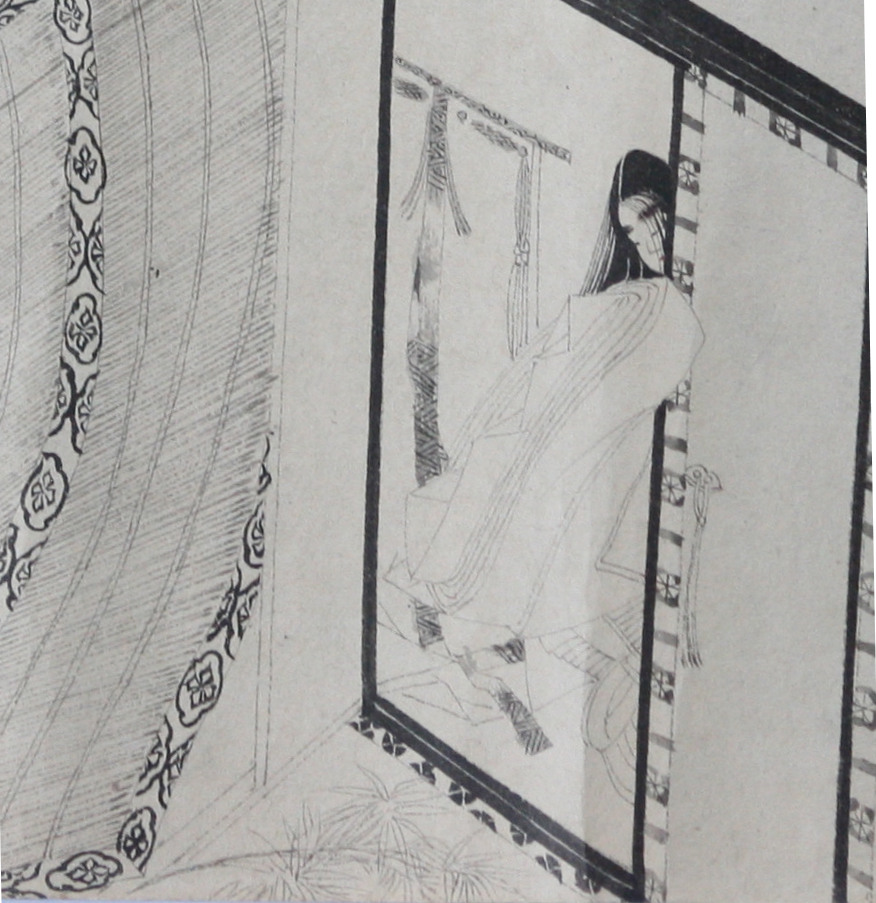
Sei Shōnagon, rivale de Murasaki, au palais de Heian. Détail des Rouleaux des notes de chevet dans un style hakubyō (peinture monochrome à l'encre).

Sei Shōnagon (auteur des Notes de chevet (枕草子, Makura no sōshi)) était une femme lettrée au service de l’impératrice Teishi (Sadako), rivale de Shōshi. Les deux impératrices étaient en compétition pour réunir dans leur entourage les dames de compagnie les mieux éduquées ; en conséquence, Sei Shōnagon et Murasaki deviennent rivales. Il est possible que Sei Shōnagon ait quitté la cour quand Murasaki y arrive vers 1006, cinq ans après la mort de Teishi. Néanmoins, Murasaki semble l’avoir connue, du moins via les rumeurs désobligeantes à la cour de Shōshi. Elle écrit par exemple :

« La principale caractéristique de Sei Shōnagon est son extraordinaire suffisance. Mais examinez les compositions prétentieuses en lettres chinoises qu’elles dispensaient à la cour, et vous découvrirez qu’il s’agit d’une succession d’impairs. Son plus grand plaisir consiste en choquer les gens, et comme chaque excentricité finit par devenir douloureusement familière, elle adopte des méthodes de plus en plus outrageantes pour attirer l’attention. Elle fut autrefois une personne de goût, raffinée, mais elle cède désormais à tous les excès qu’il lui prend fantaisie d’imaginer, même dans les circonstances les plus inappropriées. Elle aura bientôt perdu toute considération, et je ne sais ce qu’il adviendra d’elle quand elle sera trop âgée pour ses tâches actuelles. »

— Murasaki Shikibu
Dans l’entourage de Shōshi gravitent également la poète Izumi Shikibu et la romancière Akazome Emon. De même que pour Sei Shōnagon, Murasaki se montre critique envers elles, écrivant sur la première : « Izumi Shikibu est un écrivain amusant, mais il y a quelque chose de fort peu satisfaisant chez elle. Elle possède un don pour déprécier ses compositions par une écriture négligée, et en poésie, un sujet intéressant ou bien un modèle classique à imiter lui est nécessaire. Il ne me semble pas déceler la moindre poésie en elle. »

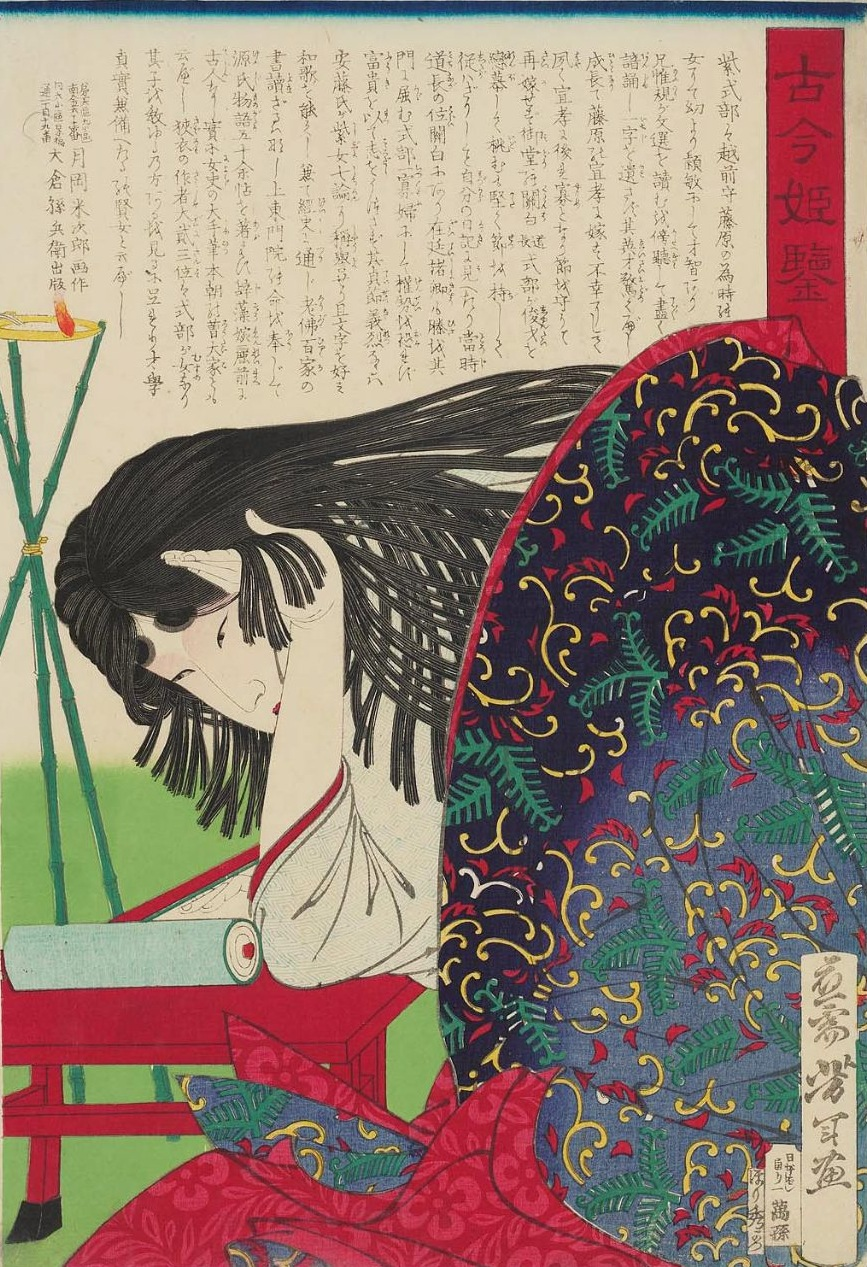
Murasaki Shikibu, estampe bijin-ga de Tsukioka Yoshitoshi, 1876.

Murasaki donne l’impression d’avoir été malheureuse et esseulée à la cour. Elle abhorre en particulier les courtisans et les princes qui, ivres, prennent des manières discourtoises. Un fameux incident, souvent rapporté, veut que le poète Fujiwara no Kintō se joint un jour à un groupe de femmes pour demander si Murasaki se trouve parmi elles (une allusion à un personnage du Dit du Genji). Cette dernière lui répond sèchement qu’aucun personnage de son roman n’est présent à la cour, montrant son vif déplaisir. Puis elle en vient à décrire le dîné : « Le conseiller Takai […] commença à tirer la robe de dame Hyōbu en chantant une affreuse chanson, mais son Excellence ne dit mot. Je réalisai que la soirée s’inclinait vers l’ivrognerie, si bien que [...] dame Saishō et moi-même décidâmes de nous retirer. » D’après le journal, Keene décrit les courtisans à la cour comme des « ivrognes faisant des blagues obscènes et se frottant aux femmes ».
Bien que les femmes vivent recluses derrière des paravents ou des panneaux, l’homme le plus influent de la cour a le privilège de pouvoir s’immiscer dans leur intimité. Murasaki rapporte un incident où Michinaga entre sans retenue dans sa chambre un matin : « Je ne peux voir le jardin depuis ma chambre […] L’air est humide, et la rosée perle sur les feuilles. Le ministre des Affaires suprême [daijō-daijin] se promène là […] Il jaillit de derrière mon paravent ! Sa noble apparition nous embarrasse et je me sens honteuse (pas encore maquillée et poudrée). »
Souvent triste, elle semble donc mise à l’écart, considérée comme originale ou timide. Elle écrit sur elle-même : « Me considèrent-ils réellement comme une chose ennuyeuse, je me le demande. Mais je suis ce que je suis […] [Shōshi] aussi a souvent fait remarquer qu’elle ne me pense pas être le genre de personne avec qui l’on peut se détendre. […] Je m’éloigne à dessein des autres ; si seulement je pouvais ne pas repousser ceux pour qui j’éprouve un respect sincère. » Son caractère solitaire semble toutefois lui avoir laissé du temps pour écrire malgré le monde à la cour.

### Le journal et leDit du Genji
Peu de mentions sont faites au Dit du Genji dans le journal. Murasaki fait allusion à une lecture pour l’empereur et au choix des papiers colorés et des calligraphes pour le manuscrit. Une autre anecdote rapporte que Michinaga aurait pris une copie du roman pour le donner à la jeune sœur de Shōshi. À l’inverse, le Dit du Genji se réfère parfois à des scènes du journal ; la description dans le journal de la visite de l’empereur Ichijō à Michinaga en 1008, avec son cortège impérial splendide, correspond presque image par image au cortège du chapitre 33 (Fuji no uraba, lit. Feuillage de la glycine) du roman, selon Haruo Shirane.

## Style

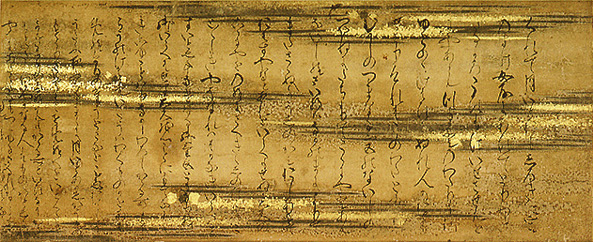
Calligraphie du Murasaki Shikibu nikki emaki.

À partir du milieu ou de la fin du Xe siècle, les kana deviennent populaires parmi les courtisanes et les dames de la cour, ayant souvent trop peu étudié le chinois, discipline généralement réservée aux hommes. En conséquence, de nouveaux genres littéraires apparaissent, comme les journaux intimes (nikki) ; certains contiennent principalement de la poésie, d’autres sont des carnets de voyage, mais le thème le plus commun reste la vie à la cour, notamment les intrigues et les romances.
Les auteurs privilégient souvent les personnes haut placées de la cour : Murasaki consacre une partie de son journal à des descriptions des cérémonies impériales, comme celles en l’honneur du prince et futur empereur Go-Ichijō. D’autres sections sont rédigées dans le genre épistolaire, où sont rapportées ses relations avec les dames de compagnie au palais.
Peu de dates sont précisées dans l’œuvre, pas plus que d’informations sur les habitudes de travail de l’auteur ; Donald Keene remarque ainsi qu’il ne s’agit pas d’un « carnet d’écrivain ». Mais à la différence d’autres chroniques officielles de l’époque, tenues par des historiens, le journal de Murasaki offre un contenu historique inédit, transcrivant le point de vue interne et les impressions sur le vif d’une courtisane. Cela confère plus de vie aux événements que le style abrupt des écrits officiels. Keene estime que le journal donne l’image d’une femme perspicace mais solitaire, ce qui explique une certaine mise à l’écart. Murasaki critique très fortement les autres dames de compagnie, perçant leur réelle personnalité sous les apparences, qualité que Keene croit bénéfique pour une romancière, mais peut-être contreproductive dans la vie en petite société. Finalement, cette œuvre est un recueil d’informations sur la vie à la cour impériale de Heian, et bien qu’il n’en demeure que des fragments abîmés, elle est considérée comme une pièce importante de la littérature japonaise.

## Traductions
Une des premières traductions de l’œuvre est celle d’Annie Shepley Omori et Kochi Doi en anglais, datant de 1920 et publiée conjointement avec les journaux de Izumi Shikibu et de Sarashima sous le titre Diaries of Court Ladies of Old Japan. En français, la première traduction revient à René Sieffert en 1978 : Journal de Murasaki-Shikibu, aux Publications orientalistes de France. Une autre version par Marc Logé a été rédigée en 1998 ; il s’agit en fait d’une traduction depuis l’anglais du travail d’Annie Shepley Omori et Kochi Doi, titrée Journaux des dames de cour du Japon ancien (aux éditions Picquier).

## Peintures

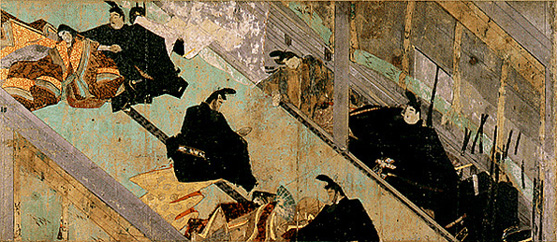
Détail du Murasaki Shikibu nikki emaki où des nobles ivres importunent les dames.

Un emaki du XIIIe siècle, le Murasaki Shikibu nikki emaki, illustre le journal de Murasaki : il s’agit de longs rouleaux de papier narrant au lecteur une histoire au moyen de textes et de peintures, originaires de Chine et très populaires du XIIe au XIVe siècle. Si les peintures suivent les récits et anecdotes du journal, la nostalgie y transparaît plus car, à l’époque de Kamakura, la culture de la cour de Heian apparaissait déjà comme un « âge d’or perdu ». L’emaki appartient au style du yamato-e classique (proche par exemple du Genji monogatari emaki), avec des couleurs appliquées sur toute la surface du rouleau, rehaussées de poudre d’argent et d’or. Toutefois, le style pictural du XIIIe siècle peut également être noté par la légèreté des tons, l’expression des visages et l’aspect plus décoratifs. L’œuvre semble avoir été commanditée par l’empereur Go-Horikawa vers 1233, conjointement à une nouvelle version illustrée (disparue depuis) du Dit du Genji. De nos jours, seuls quatre rouleaux subsistent dans divers musées ou collections privées au Japon, mais la disparité chronologique par rapport au journal laisse à penser que l’ensemble original devait en compter bien plus.